# Martín de Jesús Castillo
Martín de Jesús Castillo là một cầu thủ bóng đá người México, thi đấu cho Oaxaca của Ascenso MX.